# BSE Sensex
| BSE Sensex     | BSE Sensex            |
| Stammdaten     | Stammdaten            |
| -------------- | --------------------- |
| Staat          | Indien                |
| Börse          | Bombay Stock Exchange |
| ISIN           | XC0009698199          |
| WKN            | 969819                |
| Symbol         | BSESN                 |
| RIC            | ^BSESN                |
| Bloomberg-Code | SENSEX <INDEX>        |
| Kategorie      | Aktienindex           |
| Typ            | Kursindex             |
| Familie        | BSE Indices           |

Der BSE Sensex (Bombay Stock Exchange Sensitivity Index) ist der bekannteste und wichtigste Aktienindex an der Bombay Stock Exchange (BSE) in Indien. Er führt die 30 größten Unternehmen auf, die an der Börse in Mumbai gehandelt werden.

## Zusammensetzung
Im BSE Sensex sind folgende 30 Unternehmen gelistet (Stand: 17. Juli 2023).
| Unternehmen                        | Branche                    | Gewichtung |
| ---------------------------------- | -------------------------- | ---------- |
| Asian Paints                       | Farben                     | 2,18       |
| Axis Bank                          | Bankwesen                  | 3,71       |
| Bajaj Finance                      | Finanzen                   | 2,82       |
| Bajaj Finserv                      | Finanzen                   | 1,24       |
| Bharti Airtel                      | Telekommunikation          | 3,15       |
| HCL Technologies                   | IT Services, IT Consulting | 1,71       |
| Hindustan Unilever                 | Konsumgüter                | 3,38       |
| HDFC Bank                          | Bankwesen                  | 10,31      |
| ICICI Bank                         | Bankwesen                  | 9,55       |
| IndusInd Bank                      | Bankwesen                  | 1,27       |
| Infosys                            | Software                   | 7,09       |
| ITC                                | Zigaretten                 | 5,94       |
| JSW Steel                          | Stahl                      | 1,04       |
| Kotak Mahindra Bank                | Bankwesen                  | 3,91       |
| Larsen & Toubro                    | Bau                        | 4,23       |
| Mahindra & Mahindra                | Automobilbau               | 2,12       |
| Maruti Suzuki                      | Automobilbau               | 1,82       |
| National Thermal Power Corporation | Energieversorgung          | 1,26       |
| Nestle India                       | Konsumgüter                | 1,16       |
| Power Grid                         | Elektrizitätsversorgung    | 1,17       |
| Reliance Industries                | Erdöl                      | 13,21      |
| State Bank of India                | Bankwesen                  | 3,18       |
| Sun Pharmaceutical                 | Pharmaindustrie            | 1,64       |
| Tata Motors                        | Automobilbau               | 1,56       |
| Tata Steel                         | Stahl                      | 1,32       |
| Tata Consultancy Services          | Beratungsunternehmen       | 4,96       |
| Tech Mahindra                      | Informationstechnik        | 1,08       |
| Titan Company                      | Accessory, Mode            | 1,81       |
| UltraTech Cement                   | Zement                     | 1,34       |
| Wipro Technologies                 | Informationstechnik        | 0,84       |

## Berechnung
Der BSE Sensex ist der wichtigste Aktienindex der Bombay Stock Exchange (BSE). Die Abkürzung „Sensex“ für den Finanzindex stammt von Deepak Mohoni aus dem Jahr 1990, als dieser Analysen in Wirtschaftszeitungen und -magazinen schrieb. Der Index umfasst 30 Unternehmen, welche etwa 40 Prozent der gesamten Marktkapitalisierung der Aktienbörse Mumbais repräsentieren und die wichtigsten Branchen der indischen Volkswirtschaft abbilden. Die Gewichtung erfolgte lange Zeit nur nach der Marktkapitalisierung. Seit dem 1. September 2003 wird auch der Streubesitz in die Berechnung einbezogen.
Technisch gesehen ist der Index ein Kursindex, der nach der Marktkapitalisierung (auf Streubesitz-Basis) gewichtet wird. Der Index wird daher nicht um Dividendenzahlungen bereinigt. Kapitalmaßnahmen wie Aktiensplits haben keinen (verzerrenden) Einfluss auf den Index. Eine Überprüfung der Zusammensetzung des Index erfolgt alle drei Monate. Der Sensex wird während der Handelszeit von 09:55 Uhr bis 15:30 Uhr Ortszeit (05:25 Uhr bis 11:00 Uhr MEZ) jede Sekunde aktualisiert.

## Geschichte

### Historischer Überblick
Der BSE Sensex wurde am 1. Januar 1986 erstmals veröffentlicht und bis zum 1. April 1979 (Basiswert: 100 Punkte) zurückgerechnet. Am 6. März 1986 erlitt der Index mit 13,27 Prozent den höchsten Tagesverlust seiner Geschichte. Meilensteine in der Entwicklung waren der 25. Juli 1990, als der Sensex mit 1.007,97 Punkten erstmals über der 1.000-Punkte-Marke schloss und der 11. Oktober 1999, als der Index mit 5.031,78 Punkten erstmals den Handel über der Grenze von 5.000 Punkten beendete. Bis zum 11. Februar 2000 stieg er auf einen Höchststand von 5.933,56 Punkten.
Nach dem Platzen der Spekulationsblase im Technologiesektor (Dotcom-Blase) fiel der Sensex bis 28. Oktober 2002 auf einen Tiefststand von 2.834,41 Punkten. Das war ein Rückgang seit Februar 2000 um 52,2 Prozent. Der 28. Oktober 2002 bedeutete das Ende der Talfahrt. Der Wirtschaftsboom in Indien ließ den Index in den kommenden fünf Jahren rasant steigen. Am 7. Februar 2006 schloss der Sensex mit 10.082,28 Punkten erstmals über der Grenze von 10.000 Punkten und am 11. Dezember 2007 mit 20.290,89 Punkten auch über der Marke von 20.000 Punkten. Bis zum 8. Januar 2008 stieg der BSE Sensex auf einen Höchststand von 20.873,33 Punkten. Das war seit Oktober 2002 ein Anstieg um 636,4 Prozent.
Im Verlauf der internationalen Finanzkrise, die im Sommer 2007 in der US-Immobilienkrise ihren Ursprung hatte, begann der Index wieder zu sinken. Am 17. März 2008 schloss er mit 14.809,49 Punkten unter der Marke von 15.000 Punkten und am 17. Oktober 2008 mit 9.975,35 Punkten unter der Grenze von 10.000 Punkten. Einen neuen Tiefststand erzielte der Sensex am 9. März 2009, als er den Handel mit 8.160,40 Punkten beendete. Das entspricht einem Rückgang seit dem 8. Januar 2008 um 60,9 Prozent.
Am 18. Mai 2009 erzielte der Sensex mit 17,34 Prozent den höchsten Tagesgewinn seiner Geschichte. Es war eine Reaktion der Investoren auf den Sieg der Kongresspartei bei der Parlamentswahl in Indien 2009. Der Index stieg innerhalb weniger Sekunden nach Öffnung der Börse in Mumbai mit 10,73 Prozent über die 10-Prozent-Marke. Daraufhin wurde der Handel für zwei Stunden unterbrochen. Nach der erneuten Aufnahme des Handels wurden alle Geschäfte für den ganzen Tag ausgesetzt, als der Index innerhalb weniger Sekunden mit 17,34 Prozent wieder über die 10-Prozent-Marke stieg. Es war das erste Mal, dass die indische Börse auf Grund eines starken Kursanstieges für einen gesamten Tag schließen musste.
Seit dem Frühjahr 2009 war der BSE Sensex wieder auf dem Weg nach oben. Am 5. November 2010 markierte er mit einem Schlussstand von 21.004,96 Punkten ein Allzeithoch. Das entspricht seit dem 9. März 2009 einem Anstieg um 157,4 Prozent. Die Eurokrise ab 2010 und die Abschwächung der globalen Konjunktur ab 2011 führten zu einem Kurseinbruch des indischen Leitindex. Am 20. Dezember 2011 beendete der BSE Sensex den Handel bei 15.175,08 Punkten. Der Verlust seit dem Höchststand am 5. November 2010 beträgt 27,8 Prozent.
Die Ankündigung neuer Anleihekaufprogramme der Europäischen Zentralbank und der US-Notenbank in grundsätzlich unbegrenztem Umfang führte zu einer Erholung der Kurse am Aktienmarkt. Die monetären Impulse spielten eine größere Rolle bei der Kursbildung, als die weltweite Wirtschaftsabkühlung und die Lage der Unternehmen. Am 4. Januar 2013 schloss der Index bei 19.784,08 Punkten und damit um 30,4 Prozent höher als am 20. Dezember 2011.

### Jährliche Entwicklung
Die Tabelle zeigt die jährliche Entwicklung des bis 1979 zurückgerechneten BSE Sensex.
| Jahr | Schlussstand in Punkten | Veränderung in Punkten | Veränderung in % |
| ---- | ----------------------- | ---------------------- | ---------------- |
| 1979 | 118,76                  |                        |                  |
| 1980 | 148,25                  | 29,49                  | 24,83            |
| 1981 | 227,72                  | 79,49                  | 53,62            |
| 1982 | 235,83                  | 8,11                   | 3,56             |
| 1983 | 252,92                  | 17,09                  | 7,25             |
| 1984 | 271,87                  | 18,95                  | 7,49             |
| 1985 | 527,36                  | 255,49                 | 93,98            |
| 1986 | 524,45                  | −2,91                  | −0,55            |
| 1987 | 442,17                  | −82,28                 | −15,69           |
| 1988 | 666,26                  | 224,09                 | 50,68            |
| 1989 | 778,64                  | 112,38                 | 16,87            |
| 1990 | 1.048,25                | 269,61                 | 34,63            |
| 1991 | 1.908,85                | 860,60                 | 82,10            |
| 1992 | 2.615,37                | 706,52                 | 37,01            |
| 1993 | 3.346,06                | 730,69                 | 27,94            |
| 1994 | 3.926,90                | 580,84                 | 17,36            |
| 1995 | 3.110,49                | −816,41                | −20,79           |
| 1996 | 3.085,20                | −25,29                 | −0,81            |
| 1997 | 3.658,98                | 573,78                 | 18,60            |
| 1998 | 3.055,41                | −603,57                | −16,50           |
| 1999 | 5.005,82                | 1.950,41               | 63,83            |
| 2000 | 3.972,12                | −1.033,70              | −20,65           |
| 2001 | 3.262,33                | −709,79                | −17,87           |
| 2002 | 3.377,28                | 114,95                 | 3,52             |
| 2003 | 5.838,96                | 2.461,68               | 72,89            |
| 2004 | 6.602,69                | 763,73                 | 13,08            |
| 2005 | 9.397,93                | 2.795,24               | 42,33            |
| 2006 | 13.786,91               | 4.388,98               | 46,70            |
| 2007 | 20.286,99               | 6.500,08               | 47,15            |
| 2008 | 9.647,31                | −10.639,68             | −52,45           |
| 2009 | 17.464,81               | 7.817,50               | 81,03            |
| 2010 | 20.509,09               | 3.044,28               | 17,43            |
| 2011 | 15.454,92               | −5.054,17              | −24,64           |
| 2012 | 19.426,71               | 3.971,79               | 25,70            |
| 2013 | 21.170,68               | 1.743,97               | 8,98             |
| 2014 | 27.499,42               | 6.328,74               | 29,89            |
| 2015 | 26.117,54               | −1.381,88              | −5,03            |
| 2016 | 26.626,46               | 508,92                 | 1,95             |
| 2017 | 34.056,83               | 7.430,37               | 27,91            |
| 2018 | 36.068,33               | 2.011,50               | 5,91             |
| 2019 | 41.253,74               | 5.185,41               | 14,38            |
| 2020 | 47.751,33               | 6.497,59               | 15,75            |
| 2021 | 58.253.82               | 10.502,49              | 21,99            |
| 2022 | 60.840,74               | 2.586,92               | 4,44             |
| 2023 | 72.240,26               | 11.399,52              | 18,74            |
| 2024 | 78.139,01               | 5.898,75               | 8,17             |